# Берёзово (Клепиковский район)
Берёзово — деревня в Клепиковском районе Рязанской области России. Входит в состав Бусаевского сельского поселения.

## География
Находится в северной части области на расстоянии приблизительно 12 км на восток по прямой от районного центра города Спас-Клепики

## История
На карте 1850 года показана как два поселения с 14 дворами (Берёзовка большая) и 7 (Берёзовка малая). В 1859 году здесь (уже единая деревня Берёзово или Лысцово Рязанского уезда Рязанской губернии) было учтено 16 дворов, в 1897 — 18.

## Население
| 2010 |
| ---- |
| 13   |

Численность населения: 100 человек (1859 год), 117 (1897), 12 в 2002 году (русские 100 %), 13 в 2010.

## Инфраструктура
Личное подсобное хозяйство с зоной сельскохозяйственного использования, индивидуальная застройка усадебного типа.

## Транспорт
Доступно Берёзово автотранспортом.